# 孫耕暁
孫 耕暁（そん こうぎょう、1903年 - 1946年）は、満州国の官吏・政治家。中華民国国民党通化県党部書記長。通化事件の中華民国政府現地指導者。

## 略歴
東北大学理学部出身。満州国絡江中学校長、1940年（康徳7年）、通化省立地方職員訓練所長、通化省本会宣伝部長、1943年（康徳10年）、王道書院院長など歴任。1945年（民国35年）、国民党通化県党部書記長。1946年2月2日20時に自宅で翌日の蜂起について中華民国政府関係者たちと相談していたところ、朝鮮人民義勇軍に拘束され、中国共産党軍の元で尋問がなされた。供述書作成直後に銃殺されたという説と中国共産党軍主催の通化市内の百貨店で開かれた事件展示会で、戦利品の中央に藤田実彦大佐とともに見せしめとして3日間に渡り立たせられたとの両説がある。